# Buddhismus na Maledivách

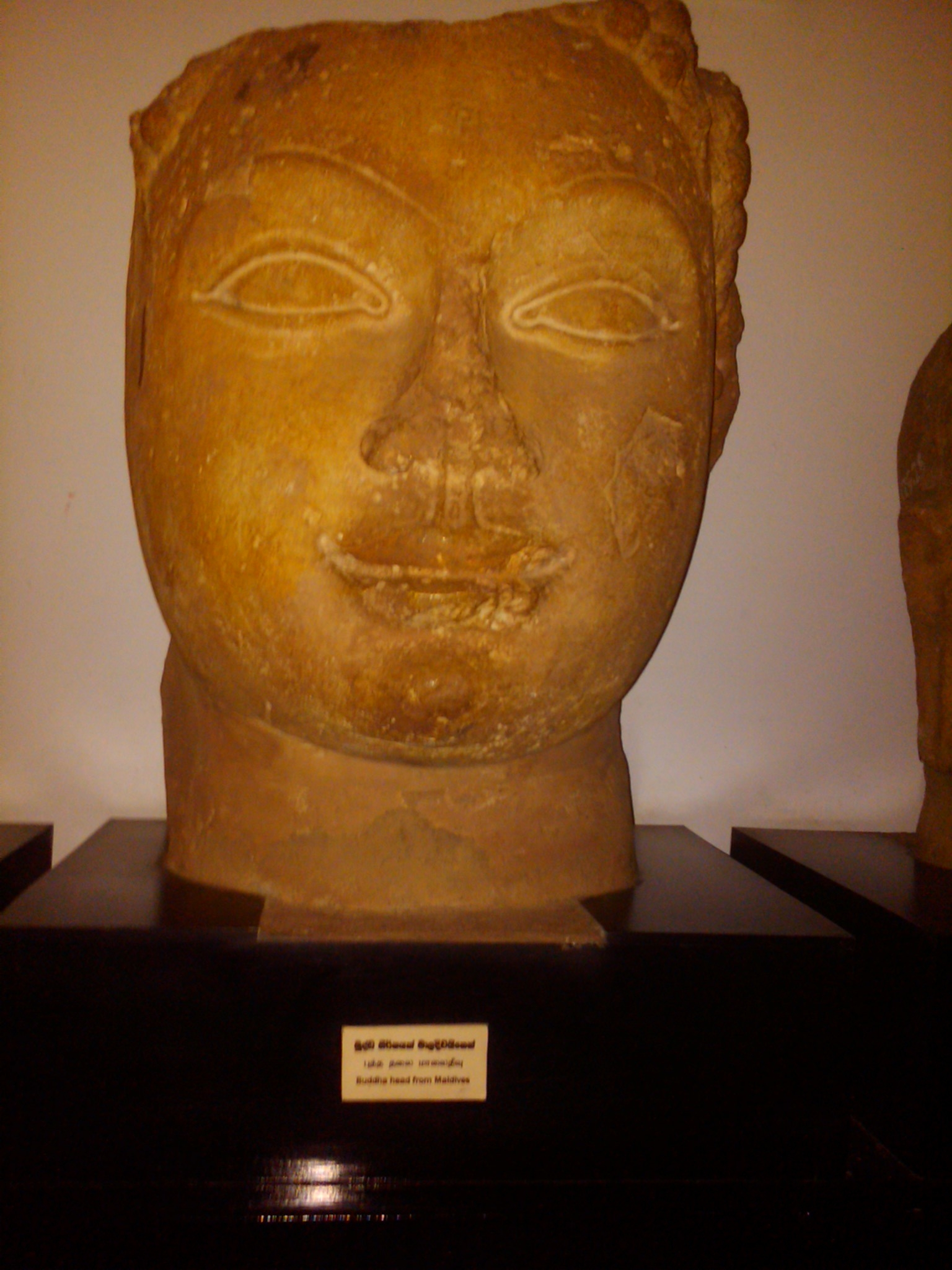
Buddhistická socha původem z Malediv, Národní muzeum Srí Lanky, Kolombo

Buddhismu byl na Maledivách převládajícím náboženstvím minimálně do 12. století. Kdy a jak se na ostrovy buddhismus dostal, není známo.

## Historie

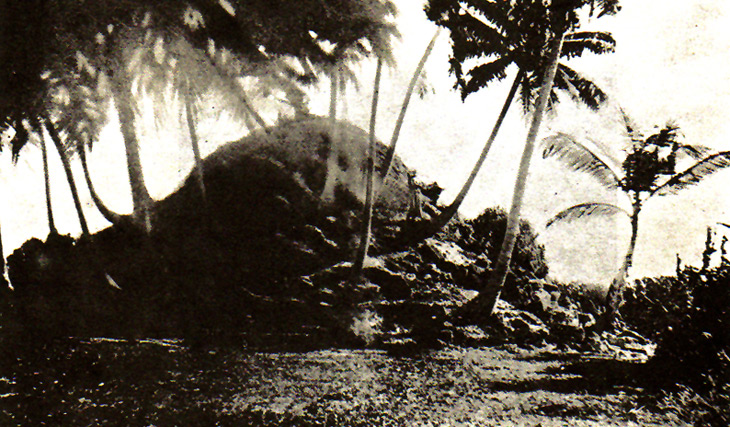
Pozůstatky hawitty, ostrov Fuvahmulah, 1922

Zájem západního světa o archeologické nálezy maledivských raných kultur započal prací Harryho Charlese Purvise Bella, britského komisaře Cejlonské státní správy. Bell v roce 1879 na těchto ostrovech ztroskotal a poté se na Maledivy několikrát vrátil, aby prozkoumal starověké buddhistické ruiny. Studoval také starověké stúpy zvané hawitta či ustubu (v divehi ހަވިއްތަ‎), které se nachází na mnoha atolech.
Bell tvrdil, že starověcí Maledivané následovali théravádový buddhismus podobně jako Sinhálci na Srí Lance. Archeologické nálezy, které uchovává Národní muzeum v Male, však odpovídají spíše mahájánové a vadžrajánové ikonografii.
Podle maledivské legendy vstoupil na Maledivy ze severu (Ihavandhu) princ Koimala, původem z Indie nebo Srí Lanky, a stal se prvním králem z dynastie Theemuge. Předtím byly Maledivy osídlovány lidmi drávidského původu pocházejícími z nejbližších pobřežních oblastí. Jednou z těchto skupin je i Giravaaru, která se hlásí ke svým starověkým předkům tamilského původu. Je však nepravděpodobné, že by se jednalo o jediné rané osadníky Malediv. Na významu jim však přidává skutečnost, že jsou zmíněny v legendě o založení hlavního města a královské vlády v Male. Lidé z Giraavaru byli jen jednou z ostrovních skupin před zavedením buddhismu a před příchodem severní královské dynastie a zřízením centralizované správy a politiky.
Staří maledivští králové byli vyznavači buddhismu a z tohoto období pochází i první maledivské spisy a umělecká díla v podobě vysoce rozvinutého sochařství a architektury. O konverzi k islámu se zmiňují starověké edikty napsané na měděných destičkách z konce 12. století. Existuje také lokálně známá legenda o cizím světci (podle různých verzí perského nebo marockého původu), který si podmanil démona známého jako Rannamaari.
Kdy přesně začal buddhismus upadat a nakonec úplně zanikl, není jisté. Je pravděpodobné, že přetrvával i po určitou dobu po konverzi k islámu, kvůli obtížnosti šíření náboženství v takto náročném geografickém prostředí. Znamenalo to, že různé oblasti byly islámským náboženstvím ovlivněny s různou intenzitou a tak některé skupiny ostrovanů si buddhistické zvyky udrželi po delší dobu. Dlouho po konverzi k islámu byl buddhistický vliv stále výrazný i v mladší maledivské architektuře, umění a ikonografii. Několik buddhistických staveb bylo přeměněno na islámské či světské stavby.

## Případ vandalismu na buddhistických sochách
V únoru 2012 pronikla skupina islámských extrémistů do Národního muzea v Male a poškodila muzejní sbírku předislámských soch. Při tomto útoku byla téměř celá sbírka třiceti buddhistických soch pocházejících z 6. až 12. století zničena či vážně poškozena. Podle prohlášení zaměstnanců muzea byly s přihlédnutím k velmi křehkému materiálu, ze kterého byly sochy vyrobeny (korál či vápenec), v opravitelném stavu pouze dva nebo tři exempláře.